# Seleção Irlandesa de Futebol (1882–1950)
A Seleção Irlandesa de Futebol foi uma seleção de futebol que representava toda a Irlanda antes de 1922, quando toda a ilha ainda era parte do Reino Unido da Grã-Bretanha e Irlanda. Mesmo após a formação do Estado Livre Irlandês, com a consequente criação da FAI (federação de futebol da Irlanda independente), esta seleção continuou até 1954 sendo denominada apenas de Irlanda e chamando jogadores de toda a ilha, embora a seleção do Estado Livre já realizasse jogos nas Olimpíadas de 1924 e nas eliminatórias das Copas do Mundo de 1934 e 1938. 
Não existiu nas competições olímpicas; nelas, os norte-irlandeses competem juntamente com os ingleses, escoceses e galeses pelo Reino Unido, cuja seleção obteve (como Grã-Bretanha) as medalhas de ouro nas Olimpíadas de 1900, 1908 e 1912, apesar de formada basicamente por amadores ingleses. Os outros irlandeses também competiram pelo Reino Unido até os Jogos Olímpicos de 1912, os últimos antes da Primeira Guerra Mundial, encerrada no mesmo ano em que interrompeu a Guerra da Independência da Irlanda.
A seleção continuou a se intitular como "Irlanda" enquanto a vizinha do sul se autodenominava como seleção do "Estado Livre Irlandês". Em 1936, esta também passou a chamar-se "Irlanda", chamando também jogadores de toda a ilha. Em 1953, um congresso da FIFA resolveu a disputa de nomes: a Irlanda independente seria chamada oficialmente pelo seu próprio nome oficial, "República da Irlanda". A Irlanda britânica, que já havia deixado de convocar jogadores de toda a ilha em 1950, passaria a se chamar "Irlanda do Norte".